# Cheung Kin Man
Cheung Kin Man (15 giugno 1932) è un ex nuotatore hongkonghese.

## Biografia
Ha partecipato ai Giochi di Helsinki 1952 e di Melbourne 1956 e di Roma 1960, gareggiando nei 100m sl, 400m sl, 1500m sl, e, solamente ai Giochi del 1956, nei 100m dorso.
Ai Giochi del Commonwealth del 1954, ha raggiunto il 4º posto nei 110yard sl, mentre è stato eliminato nelle batterie preliminarie nei 110yard dorso.